# Taiga Brava
Taiga Brava, nombre artístico de Iván Lemus (Ciudad de México, 20 de enero de 1992), es una drag queen y cantante mexicana, conocida por haber ganado la segunda temporada del concurso de telerrealidad Queen of the Universe.

## Carrera artística
Su carrera como cantante le ha llevado a participar en concursos musicales televisivos como Latin American Idol, La Voz y México tiene talento, aunque sin éxito.
El 3 de junio de 2023 inició su participación en Queen of the Universe, concurso de telerrealidad de canto y arte drag que es parte de la franquicia Drag Race producida por RuPaul. Tras ocho episodios, fue coronada como la ganadora, y recibió el premio de US$ 250,000. Como segundo lugar quedó su compañera australiana Trevor Ashley y en tercera posición la participante de Drag Race Italia Aura Eternal.
El 24 de junio de ese año, como parte de la celebración del día internacional del Orgullo LGBT, actuó en la Marcha del Orgullo CDMX en el Zócalo de la Ciudad de México.

### 2025: Proyectos musicales
En enero presenta Dos shots una colaboración musical junto al cantante español Enrique Ramil, ganador de la Gaviota de Plata al mejor intérprete internacional en el Festival de Viña del Mar 2024 

## Filmografía

### Videoclips musicales
- "La reina"
- "Dos shots" del cantante Enrique Ramil

### Televisión
- Latin American Idol
- La Voz
- México tiene talento
- Queen of the Universe
- Drag Race Mexico (Co-Host)